# Bernd Dürnberger
Bernd Dürnberger (Kirchanschöring, 1953. szeptember 17. –) német labdarúgó.

## Pályafutása

### Klubcsapatban
Juniorként 1972-ig az ESV Freilassing csapatában játszott. Felfigyelt rá az FC Bayern München. 1972-ben le is igazolta a bajor csapat őt. Teljes karrierjét az FC Bayern München színeiben játszotta le. Az 1985-ös visszavonulásáig négyszer nyert nyugatnémet bajnokságot, kétszer nyugatnémet kupát, háromszor bajnokcsapatok Európa-kupáját, egyszer interkontinentális kupát, valamint egy alkalommal ezüstérmes lett a BEK-ben. 1980 júliusában szerzett gólját megválasztották a hónap góljának.  375 mérkőzést játszott le, melyeken 38 gólt szerzett.

### A válogatottban
1971-ben és 1972-ben a középpályás tagja NSZK ifjúsági válogatottjának. Az ifjúsági csapatban 15 mérkőzésen lépett pályára, és 8 gólt szerzett. 1972-ben egy mérkőzésen játszott NSZK amatőr válogatottjában. 1975 és 1980 között 5 mérkőzésen játszott NSZK B válogatottjában, és szerzett 1 gólt nemzetének.

## Sikerei, díjai
Bayern München
- Német bajnokság
  - bajnok: 1973, 1974, 1980, 1981, 1985
- Nyugatnémet kupa (DFB Pokal)
  - győztes: 1982, 1984
- Bajnokcsapatok Európa-kupája
  - győztes: 1974, 1975, 1976
  - döntős: 1982
- Interkontinentális kupa
  - győztes: 1976